# Robert Reid
Robert Keith Reid (Atlanta, Georgia, 30 de agosto de 1955-Houston, Texas, 19 de febrero de 2024) fue un jugador y entrenador de baloncesto estadounidense que jugó durante trece temporadas en la NBA, además de hacerlo esporádicamente en la CBA. Con 2,03 metros de estatura, lo hacía en la posición de alero.

## Trayectoria deportiva

### Universidad
Jugó durante cuatro temporadas con los Rattlers de la Universidad de St. Mary's (Texas) de la División II de la NCAA, en las que promedió 12,9 puntos y 7,0 rebotes por partido. Finalizó su carrera universitaria llevando a su equipo a su undécimo título consecutivo de conferencia, y siendo elegido en el primer equipo All-American de la NAIA.

### Profesional
Fue elegido en la cuadragésima posición del Draft de la NBA de 1977 por Houston Rockets, equipo en el que jugó durante 10 temporadas. Tras un primer año de adaptación al equipo, rápidamente se hizo con el puesto de titular, junto con jugadores de la talla de Moses Malone o los veteranos Calvin Murphy, Rudy Tomjanovich y Rick Barry. Se mostró como un gran jugador defensivo, siendo la temporada 1980-81 la mejor como profesional, promediando 15,9 puntos, 7,1 rebotes, 4,2 asistencias y 2,0 robos de balón, figurando en este último aspecto del juego entre los diez mejores de la liga.
Ya con 32 años, en la temporada 1988-89 fue traspasado a Charlotte Hornets junto con una futura segunda ronda del Draft a cambio de Bernard Thompson. En su nuevo equipo fue uno de los más destacados, siendo el tercer mejor anotador del mismo con 14,7 puntos por partido, solo por detrás de Kelly Tripucka y Rex Chapman.
Al año siguiente fue traspasado a Portland Trail Blazers a cambio de Richard Anderson, pero tras disputar únicamente 12 partidos fue despedido, regresando a Charlotte como agente libre. Tras finalizar su contrato y verse sin equipo en la NBA, fichó por los Tulsa Fast Breakers de la CBA hasta que recibió la llamada de Philadelphia 76ers en el mes de abril de 1991. Allí jugó los 3 partidos que quedaban de temporada regular, y 7 más en los playoffs, no siéndole renovado el contrato. Regresó a la CBA, firmando como jugador y segundo entrenador de los Tri-City Chinook, donde se retiraría definitivamente.

### Entrenador
Tras una temporada como segundo en los Tri-City Chinook, firmó como entrenador principal por los Yakima Sun Kings de la CBA, Al año siguiente firmaría como asistente de los Washington Bullets, siendo cortado antes del final de la temporada. En los últimos años ha dado clinics en diferentes países, impulsando sobre todo el baloncesto en India.

## Estadísticas de su carrera en la NBA
|  | Líder de la liga |

### Temporada regular
| Año     | Equipo       | PJ  | PT  | MPP  | %TC  | %3P  | %TL  | RPP | APP | ROB | TPP | PPP  |
| ------- | ------------ | --- | --- | ---- | ---- | ---- | ---- | --- | --- | --- | --- | ---- |
| 1977-78 | Houston      | 80  |     | 23.1 | .455 |      | .656 | 4.5 | 1.5 | .8  | .6  | 7.3  |
| 1978-79 | Houston      | 82  |     | 27.5 | .492 |      | .704 | 5.9 | 2.8 | .9  | .6  | 10.9 |
| 1979-80 | Houston      | 76  |     | 30.3 | .487 | .000 | .736 | 5.8 | 3.2 | 1.7 | .8  | 13.0 |
| 1980-81 | Houston      | 82  | 82  | 36.1 | .482 | .000 | .756 | 7.1 | 4.2 | 2.0 | .8  | 15.9 |
| 1981-82 | Houston      | 77  | 75  | 37.8 | .456 | .100 | .748 | 6.6 | 4.1 | 1.5 | .6  | 13.4 |
| 1983-84 | Houston      | 64  | 28  | 30.3 | .474 | .250 | .659 | 5.3 | 3.4 | 1.4 | .5  | 14.0 |
| 1984-85 | Houston      | 82  | 0   | 21.5 | .481 | .063 | .698 | 3.3 | 2.1 | .6  | .3  | 8.7  |
| 1985-86 | Houston      | 82  | 5   | 26.3 | .464 | .182 | .757 | 3.7 | 2.7 | 1.1 | .2  | 12.0 |
| 1986-87 | Houston      | 75  | 63  | 34.6 | .417 | .327 | .768 | 3.9 | 4.3 | 1.0 | .3  | 13.7 |
| 1987-88 | Houston      | 62  | 31  | 15.8 | .463 | .382 | .794 | 2.0 | 1.1 | .4  | .1  | 6.3  |
| 1988-89 | Charlotte    | 82  | 54  | 26.2 | .428 | .327 | .776 | 3.7 | 1.9 | .6  | .2  | 14.7 |
| 1989-90 | Portland     | 12  | 1   | 7.1  | .394 | .333 | .500 | .7  | .7  | .2  | .2  | 2.6  |
| 1989-90 | Charlotte    | 60  | 27  | 18.6 | .391 | .310 | .641 | 2.4 | 1.4 | .6  | .2  | 6.4  |
| 1990-91 | Philadelphia | 3   | 0   | 12.3 | .143 | –    | –    | 3.0 | 1.3 | .3  | 1.0 | 1.3  |
| Total   | Total        | 919 | 366 | 27.3 | .458 | .291 | .732 | 4.5 | 2.7 | 1.1 | .4  | 11.4 |

### Playoffs
| Año   | Equipo       | PJ | PT | MPP  | %TC  | %3P  | %TL  | RPP | APP | ROB | TPP | PPP  |
| ----- | ------------ | -- | -- | ---- | ---- | ---- | ---- | --- | --- | --- | --- | ---- |
| 1979  | Houston      | 2  |    | 22.5 | .412 |      | .667 | 4.5 | 1.0 | .5  | 1.0 | 10.0 |
| 1980  | Houston      | 7  |    | 38.0 | .510 | .000 | .846 | 7.9 | 3.7 | .9  | 1.0 | 18.0 |
| 1981  | Houston      | 21 |    | 41.3 | .459 | .000 | .663 | 6.8 | 4.7 | 2.4 | 1.1 | 16.1 |
| 1982  | Houston      | 3  |    | 38.3 | .484 | –    | .800 | 8.7 | 3.0 | 1.7 | .7  | 11.3 |
| 1985  | Houston      | 5  | 0  | 17.4 | .422 | .000 | –    | 3.4 | 1.0 | .8  | .4  | 7.6  |
| 1986  | Houston      | 20 | 20 | 38.7 | .431 | .143 | .797 | 4.2 | 6.9 | 1.4 | .1  | 14.9 |
| 1987  | Houston      | 10 | 10 | 43.1 | .361 | .118 | .652 | 3.6 | 4.8 | 1.0 | .3  | 12.9 |
| 1988  | Houston      | 4  | 4  | 28.5 | .455 | .429 | .667 | 3.8 | 2.0 | .5  | .0  | 8.8  |
| 1991  | Philadelphia | 7  | 0  | 5.9  | .333 | .000 | –    | 1.1 | .3  | .1  | .0  | .9   |
| Total | Total        | 79 | 34 | 34.7 | .437 | .151 | .724 | 4.9 | 4.2 | 1.3 | .5  | 13.0 |